# 撒旦颂
《撒旦颂》（A Satana）是意大利诗人焦苏埃·卡尔杜齐的一首长诗。全诗有54段，每段4句，以ABCB的方式押韵。该诗借鉴了祝酒歌的模式，风格十分奔放。1863年9月,卡尔杜齐回到佛罗伦萨，以印刷波利齐亚诺的作品，在整夜的失眠中，他试图将自己的新从之前的消沉中超脱出来。于是他酝酿了这首诗，该诗鼓励人们冲破宗教体制，追求人间的幸福。1865年11月该诗在皮斯托亚以Enotrio Romano为笔名首次发表；1867年以相同的笔名发表了完整版添加了最后一段。现在的版本是1881年修改后的版本。
《撒旦颂》将撒旦视为反叛精神的化身。开篇即说，“对万物存在的你，首先造成无限的，物质和精神，理性和感情。正当斟满的夜光杯中，葡萄美酒晶莹闪耀，透过瞳孔的明亮，灿烂着人的心灵”。在光明的世代，人们却乞灵于撒旦，而无论上帝还是神甫都无法阻挡他。撒旦降临了，他藐视上帝、暴君和教皇，将青春、爱和快乐洒向大地。最终，诗的末尾，万民向撒旦献香起誓：“汝已击败，教士之耶和华”。在给诗人的诺贝尔奖授奖词中，瑞典学院的威尔森认为，卡尔杜齐并没有宣扬“撒旦主义”，而只是推崇光明和自由思想，谴责蔑视人权的苦修主义。晚年的卡尔杜齐不看好这首诗，只将其称为“俚谣”。